# Londonkracht
Londonkrachten, vernoemd naar de Duitse natuurkundige Fritz London (1900-1954), zijn intermoleculaire krachten, krachten tussen moleculen, die ontstaan uit de aantrekkende krachten tussen tijdelijke dipolen in anders apolaire moleculen. Londonkrachten zijn een vorm van vanderwaalskrachten. Over het algemeen hebben londonkrachten een belangrijker aandeel in de totale interactie tussen twee apolaire moleculen dan zuivere dipool-dipoolinteracties of geïnduceerde dipool-dipoolinteracties.

## Beschrijving
De reden dat londonkrachten ook in apolaire moleculen aanwezig zijn is dat elektronen beschreven kunnen worden aan de hand van een probabiliteitsverdeling. London kon in 1930 op basis van kwantummechanische berekeningen aantonen dat er - naast de relatief zwakke dipool-dipoolinteracties en geïnduceerde dipool-dipoolinteracties - een additionele kracht aanwezig moest zijn, die schaalde met een factor r−6 (met r de afstand tussen twee moleculen). Hij stelde dat de atoomkernen en de elektronenwolk van een molecule op elk tijdstip een ogenblikkelijke dipool vormen. Voor een zuivere apolaire molecule, zoals methaan, is het tijdsgemiddelde van deze ogenblikkelijke dipool nul. Wanneer nu twee moleculen dicht genoeg in elkaars buurt komen, zullen de tijdelijke dipolen met elkaar interageren. Deze correlatie tussen de elektronenwolken van beide moleculen vertaalt zich in een aantrekkingskracht tussen de moleculen, de londonkracht.

## Sterkte
De londonkrachten zijn zwakker dan andere intermoleculaire krachten zoals ion-ioninteracties of waterstofbruggen. Het zijn de enige intermoleculaire krachten die aanwezig zijn in apolaire moleculen, zoals helium, distikstof en methaan. Dit betekent dat zonder de londonkrachten geen vloeibaar helium, stikstof en methaan mogelijk zouden zijn.
De interactie-energie tussen twee gelijke moleculen werd door Fritz London afgeleid als:
{\displaystyle V_{\mathrm {London} }=-{\frac {3}{4}}{\frac {\alpha ^{2}\Delta }{(4\pi \epsilon _{0})^{2}r^{6}}}}
Daarin is:
- α de polariseerbaarheid van de betrokken moleculen
- Δ de energie nodig om een elektron aan de molecule te onttrekken
- r de afstand tussen de twee moleculen
- ε0 de elektrische veldconstante

Voor ongelijksoortige moleculen A en B wordt de uitdrukking herleid tot:
{\displaystyle V_{\mathrm {London} }=-{\frac {3}{4}}{\frac {\alpha _{\mathrm {A} }\alpha _{\mathrm {B} }\Delta }{(4\pi \epsilon _{0})^{2}r_{\mathrm {AB} }^{6}}}}
Verder nemen de londonkrachten in sterkte toe naarmate het atoom of de molecule groter is. Dit komt doordat grotere moleculen makkelijker polariseerbaar zijn vanwege hun omvangrijkere elektronenwolk. Dit is bijvoorbeeld te zien aan de reeks diatomische halogenen, van klein naar groot: difluor (F2), dichloor (Cl2), dibroom (Br2) en di-jood (I2). Difluor en dichloor zijn bij kamertemperatuur gassen, terwijl dibroom een vloeistof is en di-jood een vaste stof. De trend van stijgende londonkrachten met stijgende polariseerbaarheid verklaart ook het stijgend kookpunt van de alkanen met stijgende lengte van de koolstofketen: daar waar methaan en ethaan gassen zijn, is n-pentaan een vloeistof en zijn octadecaan en eicosaan vaste wasachtige stoffen. Onderstaande grafiek geeft de trend weer: